# Rally Point
Rally Point es un videojuego de carreras de rally desarrollado y publicado por Xform Games para navegador y Windows. Fue lanzado el 5 de marzo de 2009 para navegador y más tarde el 25 de enero de 2019 para Windows. Es la primera entrega de la serie Rally Point.

## Jugabilidad
Se supone que el jugador debe completar el desafío de la contrarreloj en el que conduce a través de entornos desérticos y supera el tiempo en cada contrarreloj conduciendo rápido y usando impulso de óxido nitroso.
Comienzan eligiendo un vehículo, ya sea el Evader o el Vulcan ZB y luego conducen por circuitos a través del desierto como Cliff Road para batir el tiempo que se les ha dado para desbloquear nuevos desafíos como Groundproof y el vehículo Monster.
Este proceso puede interrumpirse si se utiliza demasiado nitroso, al utilizarlo a máxima potencia durante demasiado tiempo. Si es demasiado, el vehículo explotará.

## Remake
El 25 de enero de 2019, se recuperó y se rehízo en un intento de salvar los juegos web de la extinción debido a que los sitios web ya no los alojan debido a motores de juegos obsoletos y sus respectivos complementos. Se puede jugar gratis con anuncios o puede ser pagado.

## Curiosidades
- Es el único juego de la serie Rally Point que sólo tiene pistas desérticas.
- La versión original comparte la misma física de Burnin' Rubber 2.
- Es el único juego donde las pistas tienen nombres, a diferencia de sus sucesores, que las pistas sólo están numeradas.